# Força Aérea do Iraque

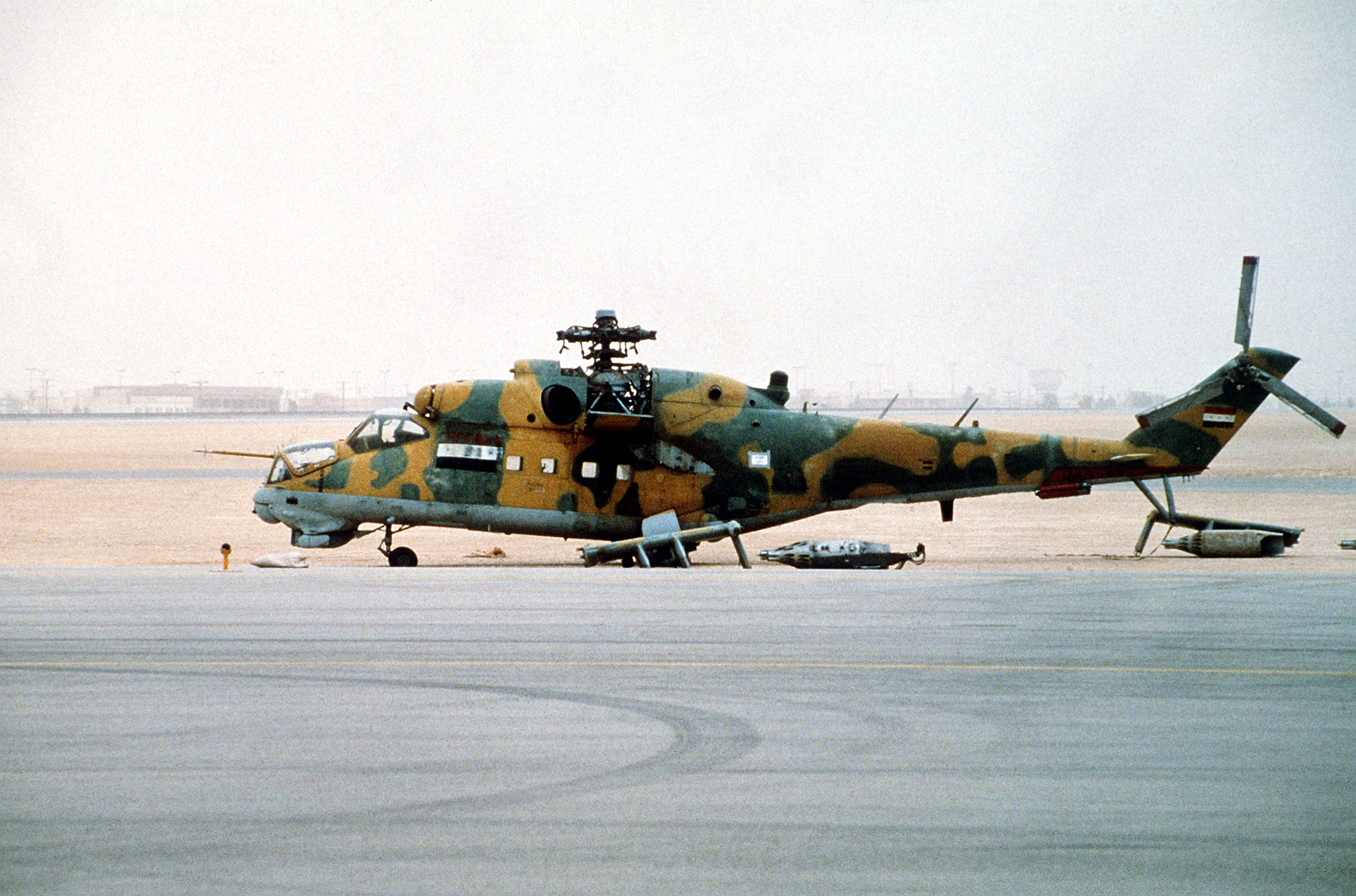
Um antigo helicóptero Mi-24 do Iraque Baathista durante o período da Guerra do Golfo.

A Força Aérea do Iraque (IqAF) (em árabe: القوة الجوية العراقية; Al Quwwa al Jawwiya al Iraqiya) é o ramo aéreo das Forças Armadas do Iraque responsável pela vigilância das fronteiras e operações aéreas no território iraquiano. O suporte logístico ao Exército e Marinha também faz parte de suas funções.

## História
Foi fundada em 1931, durante o domínio britânico no Iraque, com apenas alguns pilotos. Com exceção de um breve período durante a Segunda Guerra Mundial, a força aérea iraquiana operou principalmente aviões britânicos até a Revolução de 14 de Julho, em 1958, quando o novo governo iraquiano iniciou um aumento das relações diplomáticas com a União Soviética. A força aérea utilizou ambas as aeronaves soviéticas e britânicas ao longo dos anos 1950 e 1960.
Quando Saddam Hussein chegou ao poder em 1979, a força aérea cresceu muito rapidamente quando o Iraque ordenou mais aeronaves soviéticas e francesas. O seu auge ocorreu poucos anos após a longa e sangrenta guerra contra o Irã, em 1988, quando ela consistia de mais de 950 aeronaves, tornando-se uma das maiores forças aéreas da região.
A sua queda aconteceu durante a Guerra do Golfo, e continuou, enquanto as forças de coalizão impuseram zonas de exclusão aérea. O restante da força aérea foi destruído durante a invasão do Iraque, em 2003.
Atualmente, está sendo reconstruída e recebe a maior parte de seu treinamento e aeronaves dos Estados Unidos.

## Galeria de fotos

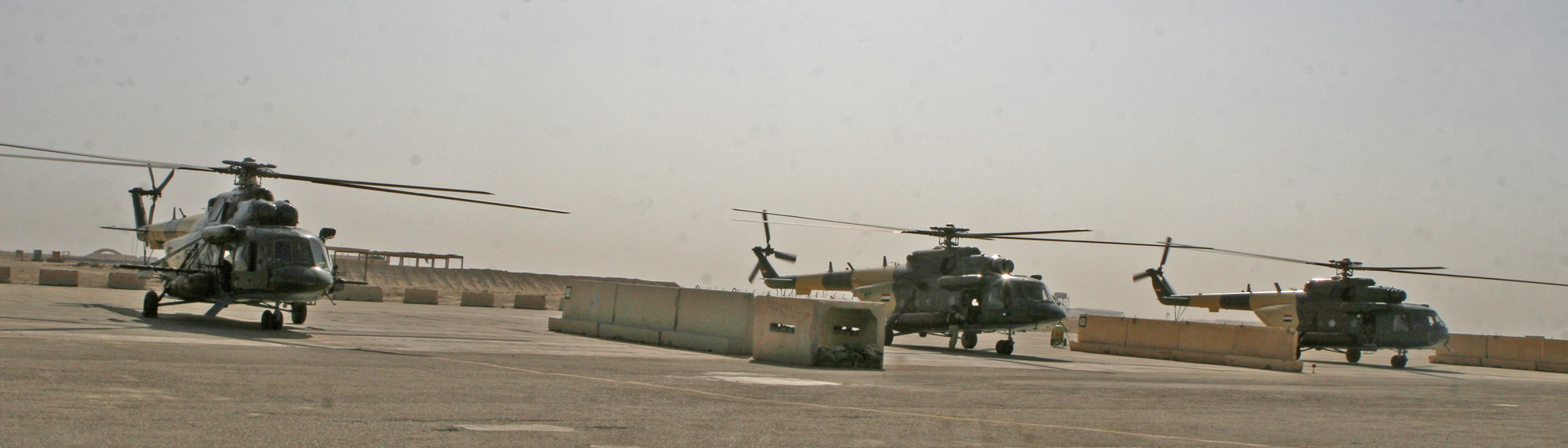
Helicópteros a serviço da força aérea iraquiana.
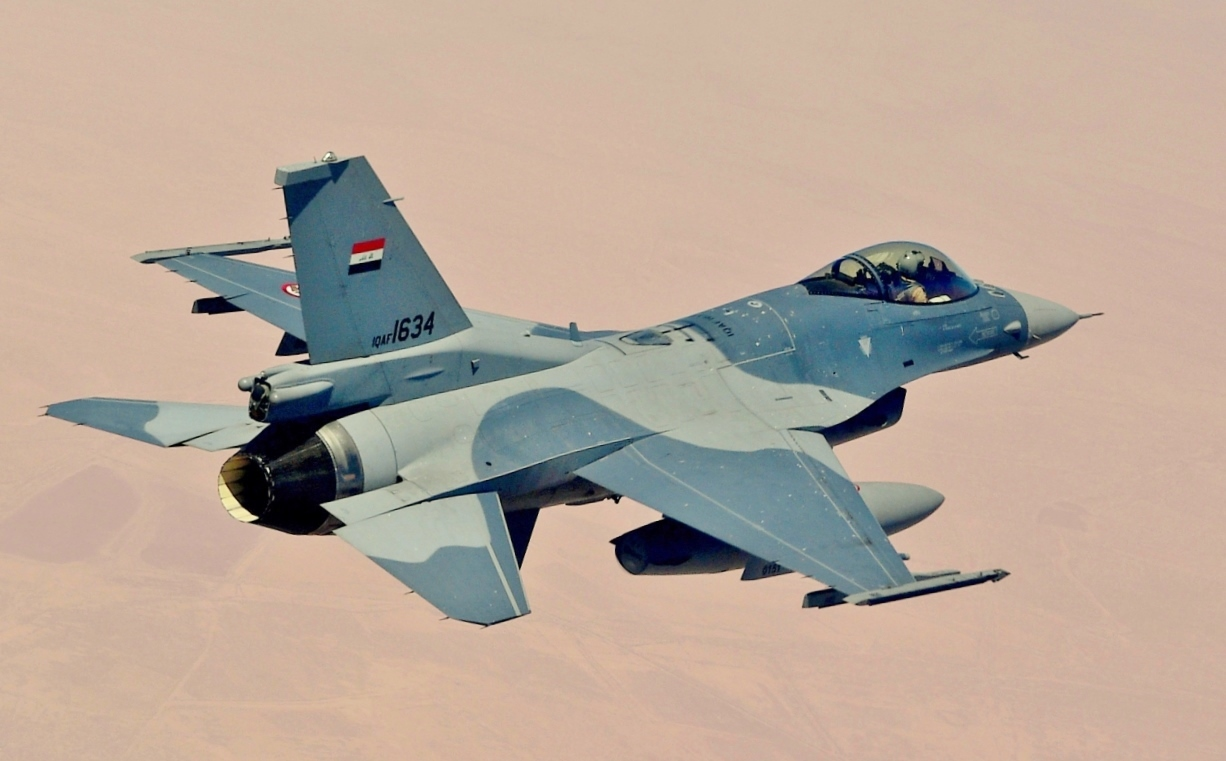
Um caça iraquiano F-16, de fabricação americana.
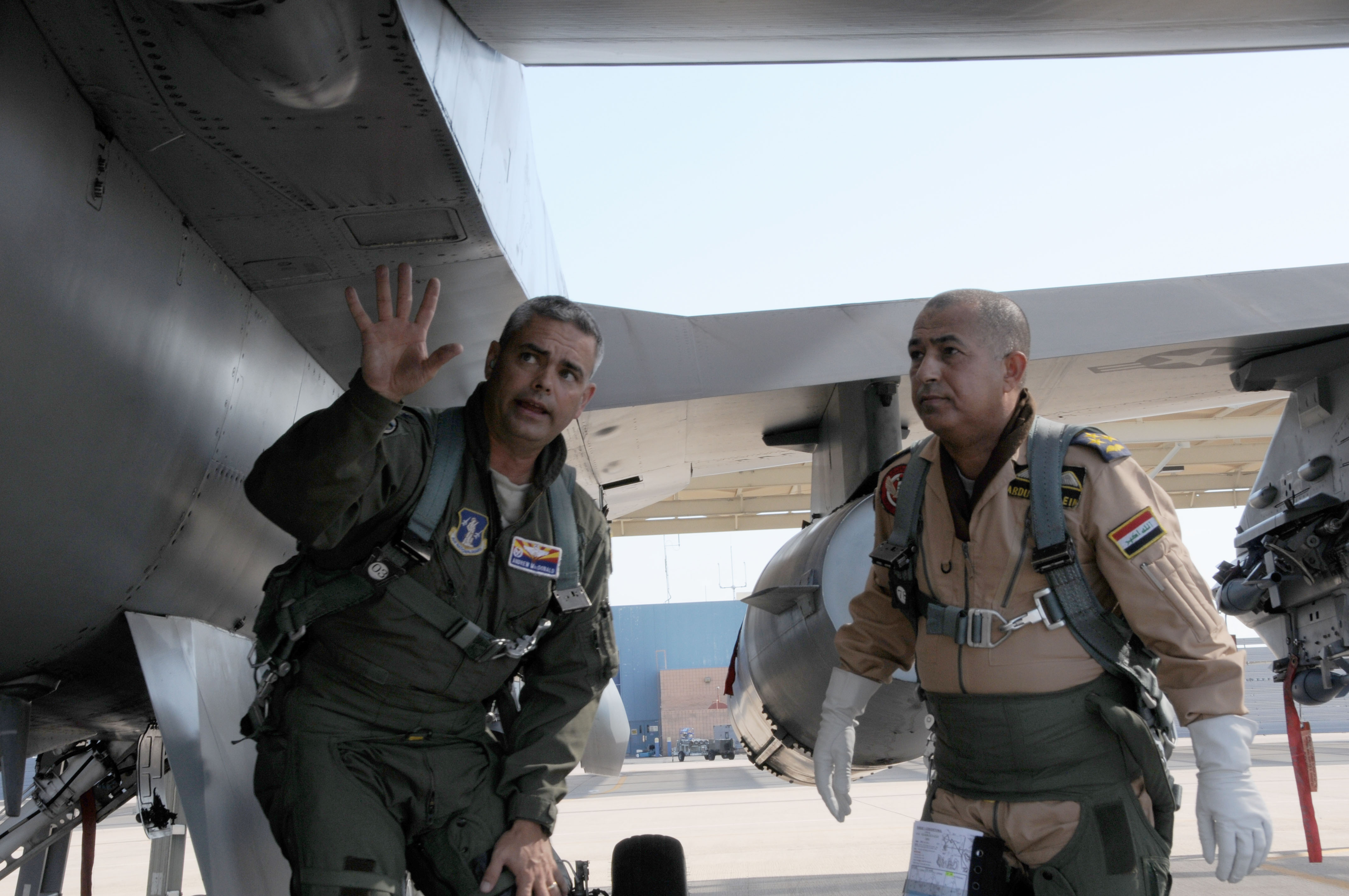
Um piloto iraquiano (na direita) conversando com um militar americano, como parte de um programa de treinamento conjunto.
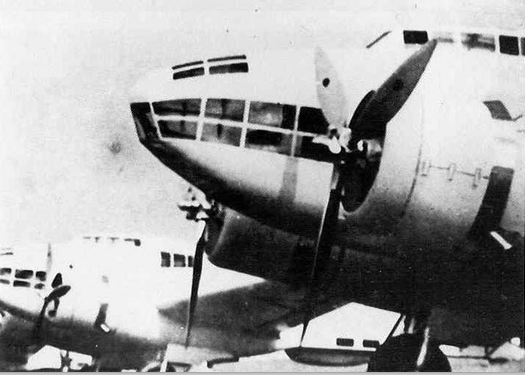
Aviões SM.79 durante a Guerra Anglo-Iraquiana.